# Prywatne Apartamenty Królewskie na Wawelu
Prywatne Apartamenty Królewskie na Wawelu – ciąg sal 1 piętra na zamku wawelskim, zajmowanych w czasach królewskich przez króla oraz jego najbliższą rodzinę.
Komnaty te sukcesywnie po zabiegach konserwatorskich były udostępniane od 1997, w ostatnich salach zabiegi konserwatorskie zakończono w lipcu 2001.
Trasę tę stanowi mieszkanie w skrzydłach: południowym i wschodnim, składające się z jadalni, sieni, garderoby, i sypialni. Całość została urządzona w stylu renesansu: meblami włoskimi oraz niderlandzkimi, niemieckimi i włoskimi obrazami, pochodzącymi m.in. z ostatniego zapisu dla zamku wawelskiego z 1994 z kolekcji Karoliny Lanckorońskiej.
W tej części znajdują się również arrasy z kolekcji króla Zygmunta Augusta z serii roślinno-zwierzęcej i heraldyczno-inicjałowej.
Kolejne sale zajmowali królewscy dworzanie, a w okresie dwudziestolecia międzywojennego mieściło się tu od 1929 mieszkanie prezydenta Rzeczypospolitej Polskiej. Mieszkanie to stworzył, przystosowując zabytkowe sale królewskie, Adolf Szyszko-Bohusz – architekt i konserwator Wawelu. Po rezygnacji kancelarii prezydenckiej postanowiono salom tym przywrócić pierwotny wygląd z czasów królewskich.
Postanowiono jednak w dalszym ciągu eksponować łazienkę, wyłożoną marmurem kararyjskim z armaturą angielskiej firmy Twyfords oraz sypialnię z oryginalnymi meblami z 1930, należącymi niegdyś do prezydenta Ignacego Mościckiego, który z wawelskiego mieszkania korzystał kilkakrotnie, ostatni raz odwiedzając Wawel w dniach 4-6 lutego 1938. Po wybuchu II wojny światowej  mieszkanie prezydenckie zajmował do stycznia 1945 generał-gubernator Hans Frank z rodziną.
Mieszkanie królewskie prezentuje też wnętrza „Kurzej Stopki”, będącej częścią dawnego pawilonu gotyckiego z początków XV wieku, obecnie w stylu barokowym z plafonami i kurdybanami na ścianach, a w wieży króla Zygmunta III Wazy zachowany najstarszy stiuk w Polsce, pochodzący z 1600, którego nie imały się żadne zniszczenia wojenne i pożarowe.
Unikatem jest również sala obecnie zwana „Alchemią” ze sklepieniem, który wspiera się na pozostałościach kolumny z czasów króla Władysława Łokietka.
W kolejnej z sal oglądać można prasę do serwet – mebel gdański z XVII wieku (takich mebli w Polsce zachowanych jest zaledwie kilka).
Kolejne sale w czasach królewskich zajmowały dzieci, ale w XVIII wieku ich przeznaczenie zmieniało się  zgodnie z wolą królewską. Tutaj w styczniu 1734 odbyła się ostatnia uczta koronacyjna króla Augusta III, a o tym wydarzeniu przypomina kolekcja porcelany miśnieńskiej, podarowana na Wawel w 1966 przez Tadeusza Wierzejskiego. Ozdobą i unikatem tej kolekcji jest rzeźba "Golgota", autorstwa Joachima Kändlera, pochodząca prawdopodobnie z pałacu Brühlów. Jej ekspozycja jest możliwa dzięki 5-letniej wspólnej pracy konserwatorskiej konserwatorów polskich z Wawelu i konserwatorów niemieckich z Miśni i Drezna. W salach tych jest także zbiór polskich XVIII-wiecznych sreber staropolskich oraz portrety królów z dynastii Wettynów.
Najmłodszą salą wawelską jest „Sala Kolumnowa”, stworzona w stylu klasycystycznym, podzielona lekkimi toskańskimi kolumnami z myślą o ostatniej królewskiej wizycie na Wawelu. W czerwcu 1787 Wawel odwiedził król Stanisław August Poniatowski, dla niego przygotowano tę salę. W sali znajduje się portret króla w stroju koronacyjnym pędzla Marcella Bacciarellego. Autorstwa tego samego malarza jest portret biskupa krakowskiego Kajetana Sołtyka i „Apoteoza króla Jana III Sobieskiego”.
Komplet mebli, zdobiący dwie ostatnie sale, pochodzi z XVIII wieku, z Pałacu Biskupów Krakowskich w Kielcach, tapicerkę jego stanowi złocona, srebrzona i polichromowana skóra kurdybanowa.